# Kombinat Technische Gebäudeausrüstung
Der VEB Kombinat Technische Gebäudeausrüstung Leipzig (TGA) wurde 1970 gegründet und war ein Kombinat in der Deutschen Demokratischen Republik.
Das Kombinat unterstand dem Ministerium für Bauwesen. Weitere zentralgeleitete Kombinate des Bauwesens können in der Liste von Kombinaten der DDR eingesehen werden.
Die Betriebe des Kombinats lieferten und montierten eine Vielzahl technischer Gebäudeausrüstungen. Hierzu zählten unter anderem elektrische Einbauelemente sowie Heizungs-, Lüftungs- und Sanitärtechnik.
Im Zuge der Wende und der anschließenden Wiedervereinigung wurde das Kombinat 1990 aufgelöst und seine Betriebe wurden privatisiert.

## Geschichte
Das Kombinat geht auf die 1964 gegründete VVB Technische Gebäudeausrüstung mit Sitz in Leipzig zurück, welche ihrerseits ein Nachfolger der 1958 eingerichteten Hauptverwaltung Holzbau war. Die VVB wurde zum 31. Dezember 1969 aufgelöst und die Betriebe dem neugegründeten Kombinat unterstellt.
In jedem Bezirk der DDR existierte ein Betrieb des Kombinates für die Vorfertigung und Montage. 1990 wurde der VEB Kombinat TGA Leipzig aufgelöst und die Technische Gebäudeausrüstung Holdinggesellschaft GmbH Leipzig gegründet.